# Circuito Mundial de Tenis de Mesa

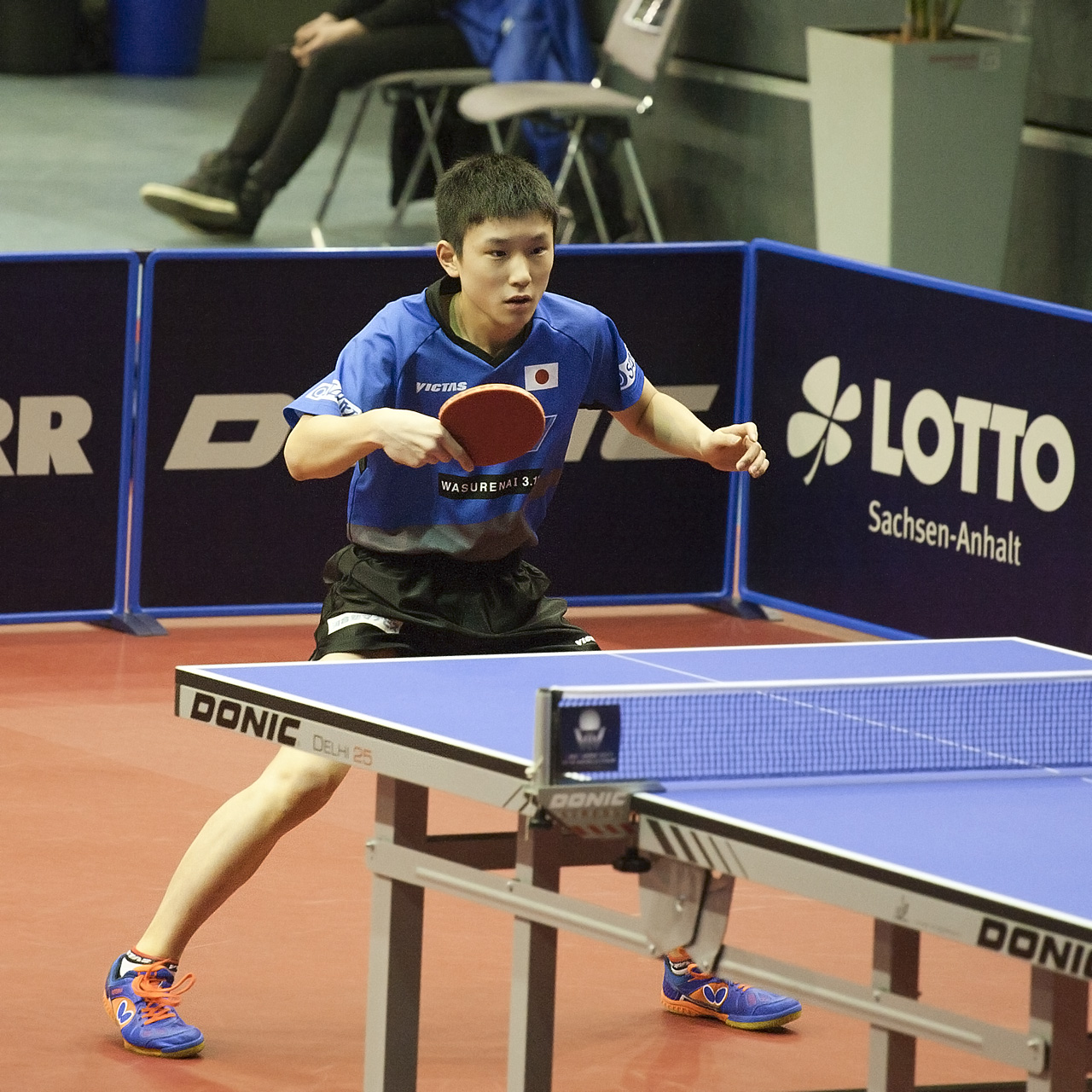
Harimoto Tomokazu en el tour mundial de 2017 en Alemania

El Circuito Mundial de Tenis de Mesa (en inglés: ITTF World Tour, conocido como el ITTF Pro Tour hasta 2011) es una serie anual de torneos de tenis de mesa establecidos por la Federación Internacional de Tenis de Mesa (ITTF) en 1996.

## Estructura
El tour incluye eventos en seis categorías: individuales masculino y femenino, dobles masculino y femenino, y sub-21 (años) masculino y femenino. El tour tiene su propio sistema de puntuación mediante el cual los jugadores van ganando puntos en función de su desempeño en los torneos en que participan. Los jugadores que al finalizar el tour acumulan más puntos en cada una de las seis categorías serán invitados a participar en la competición ITTF World Tour Grand Finals, torneo que se desarrolla al finalizar el año.
Los torneos se clasifican en "Super series" (tales como el Open de Catar de 2017), "Major series" y "Challenge series" (tales como el Open de España de 2017), en función de su mayor o menor importancia. De esta clasificación depende la dotación económica de los premios que obtienen los vencedores de cada torneo, y el mayor o menor número de puntos, si bien incluso dentro de cada categoría la dotación económica y los puntos pueden variar de un torneo a otro.
Desde 2017 los torneos calificados como ITTF Challenge Series se han llevado a cabo en un Tour independiente, reduciendo así el número de torneos que se incluyen en el ITTF World Tour, que han quedado en 12. La mitad de estos, los más importantes, se denominan "Platinum". Al margen de esta clasificación está el torneo principal, el ITTF World Tour Grand Finals.
En enero de 2017 se anunció que la compañía naviera china Seamaster alcanzó un acuerdo de esponsorización durante un período de 4 años con la organización del ITTF World Tour.

## Panorámica general

### ITTF Pro Tour: 1996-2011
Número de torneos en cada año (excluido el ITTF World Tour Grand Finals):
| Año                                              | 96                                    | 97                   | 98                 | 99                   | 00               | 01                                    | 02                | 03                                    | 04                                    | 05                                    | 06                   | 07                                    | 08               | 09               | 10                       | 11                    |
| ------------------------------------------------ | ------------------------------------- | -------------------- | ------------------ | -------------------- | ---------------- | ------------------------------------- | ----------------- | ------------------------------------- | ------------------------------------- | ------------------------------------- | -------------------- | ------------------------------------- | ---------------- | ---------------- | ------------------------ | --------------------- |
| Número de torneos                                | 10                                    | 14                   | 11                 | 12                   | 9                | 12                                    | 13                | 10                                    | 16                                    | 14                                    | 16                   | 17                                    | 14               | 14               | 13                       | 16                    |
| Lugar de disputa de ITTF World Tour Grand Finals | Bandera de la República Popular China | Bandera de Hong Kong | Bandera de Francia | Bandera de Australia | Bandera de Japón | Bandera de la República Popular China | Bandera de Suecia | Bandera de la República Popular China | Bandera de la República Popular China | Bandera de la República Popular China | Bandera de Hong Kong | Bandera de la República Popular China | Bandera de Macao | Bandera de Macao | Bandera de Corea del Sur | Bandera de Inglaterra |

### ITTF World Tour: 2012-
Número de torneos cada año (excluido el ITTF World Tour Grand Finals):
| Año                                              | 12                                    | 13                                | 14                   | 15                  | 16               | 17                    | 18                       |
| ------------------------------------------------ | ------------------------------------- | --------------------------------- | -------------------- | ------------------- | ---------------- | --------------------- | ------------------------ |
| Número de torneos                                | 21                                    | 19                                | 20                   | 22                  | 20               | 12                    | 12                       |
| Lugar de disputa de ITTF World Tour Grand Finals | Bandera de la República Popular China | Bandera de Emiratos Árabes Unidos | Bandera de Tailandia | Bandera de Portugal | Bandera de Catar | Bandera de Kazajistán | Bandera de Corea del Sur |

## Torneos
Se presenta una relación de los torneos que se han disputado en el ITTF Pro Tour y el ITTF World Tour desde 1996, con el símbolo "•" indicando los años en los cuales cada torneo tuvo lugar. En los años 2017 y 2018 destacamos los eventos distinguidos como "Plantinum" y se recuerda que desde 2017 los eventos calificados como "Challenge series" no se incluyen en el World Tour. Se reseña que en los años 2004-09 y de nuevo en los años 2011-13 se desarrollaron dos Open de China en cada uno de esos años.
| Torneo                         | 96 | 97 | 98 | 99 | 00 | 01 | 02 | 03 | 04 | 05 | 06 | 07 | 08 | 09 | 10 | 11 | 12 | 13 | 14 | 15 | 16 | 17 | 18 | Total |
| ------------------------------ | -- | -- | -- | -- | -- | -- | -- | -- | -- | -- | -- | -- | -- | -- | -- | -- | -- | -- | -- | -- | -- | -- | -- | ----- |
| Abierto de Alemania            |    |    |    | •  |    | •  | •  | •  | •  | •  | •  | •  | •  | •  | •  | •  | •  | •  | •  | •  | •  | •  | •  | 19    |
| Abierto de Argentina           |    |    |    |    |    |    |    |    |    |    |    |    |    |    |    |    |    |    | •  | •  |    |    |    | 2     |
| Abierto de Australia           | •  | •  | •  | •  |    |    |    |    |    |    |    |    |    |    |    |    |    |    | •  | •  | •  | •  | •  | 9     |
| Abierto de Austria             |    | •  |    | •  |    |    | •  |    | •  |    |    | •  | •  |    | •  | •  |    | •  |    | •  | •  | •  | •  | 13    |
| Abierto de Bielorrusia         |    |    |    |    |    |    |    |    |    |    |    |    | •  | •  |    |    | •  | •  | •  | •  | •  |    |    | 7     |
| Abierto de Bélgica             |    |    |    |    |    |    |    |    |    |    |    |    |    |    |    |    | •  |    | •  | •  | •  |    |    | 4     |
| Abierto de Brasil              | •  | •  |    | •  | •  | •  | •  | •  | •  | •  | •  | •  | •  |    |    | •  | •  | •  | •  |    |    | •  |    | 17    |
| Abierto de Bulgaria            |    |    |    |    |    |    |    |    |    |    |    |    |    |    |    |    |    |    |    | •  | •  | •  | •  | 4     |
| Abierto de Chile               |    |    |    |    |    |    |    |    | •  | •  | •  | •  | •  |    |    | •  | •  |    | •  | •  | •  | •  |    | 11    |
| Abierto de China               | •  | •  | •  | •  | •  | •  | •  | •  | •  | •  | •  | •  | •  | •  | •  | •  | •  | •  | •  | •  | •  | •  | •  | 32    |
| Abierto de China               | •  | •  | •  | •  | •  | •  | •  | •  | •  | •  | •  | •  | •  | •  | •  | •  | •  | •  | •  | •  | •  | •  | •  | 32    |
| Abierto de China Taipéi        |    |    |    |    |    |    |    |    |    | •  | •  | •  |    |    |    |    |    |    |    |    |    |    |    | 3     |
| Abierto de Chequia             |    |    |    | •  |    |    |    |    |    |    |    |    |    |    |    |    | •  | •  | •  | •  | •  | •  | •  | 8     |
| Abierto de Corea               |    |    |    |    |    | •  | •  | •  | •  | •  | •  | •  | •  | •  | •  | •  | •  | •  | •  | •  | •  | •  | •  | 18    |
| Abierto de Corea del Norte     |    |    |    |    |    |    |    |    |    |    |    |    |    |    |    |    |    |    |    | •  | •  |    |    | 2     |
| Abierto de Croacia             |    |    | •  | •  | •  | •  |    | •  | •  | •  | •  | •  |    |    |    |    | •  | •  | •  | •  | •  |    |    | 14    |
| Abierto de Dinamarca           |    |    |    |    | •  | •  | •  | •  | •  |    |    |    |    | •  |    |    |    |    |    |    |    |    |    | 6     |
| Abierto de EE. UU.             | •  | •  | •  |    | •  | •  | •  |    | •  | •  |    |    |    |    |    |    |    | •  |    |    |    |    |    | 9     |
| Abierto de Egipto              |    |    |    |    |    |    | •  |    | •  |    |    |    |    |    | •  |    | •  | •  |    |    |    |    |    | 5     |
| Abierto Emiratos Árabes Unidos |    |    |    |    |    |    |    |    |    |    |    |    |    |    |    | •  |    | •  |    |    |    |    |    | 2     |
| Abierto de Eslovenia           |    |    |    |    |    |    |    |    |    | •  | •  | •  | •  | •  | •  | •  | •  |    |    |    | •  | •  |    | 10    |
| Abierto de España              |    |    |    |    |    |    |    |    |    |    |    |    |    |    |    | •  | •  | •  | •  | •  |    |    |    | 5     |
| Abierto de Filipinas           |    |    |    |    |    |    |    |    |    |    |    |    |    |    |    |    |    |    | •  | •  |    |    |    | 2     |
| Abierto de Francia             | •  | •  |    | •  | •  |    |    |    |    |    |    | •  |    |    |    |    |    |    |    |    |    |    |    | 5     |
| Abierto de Grecia              |    |    |    |    |    |    |    |    | •  |    |    |    |    |    |    |    |    |    |    |    |    |    |    | 1     |
| Abierto de Holanda             |    |    |    |    |    | •  | •  |    |    |    |    |    |    |    |    |    |    |    |    |    |    |    |    | 2     |
| Abierto de Hong Kong           |    |    |    |    |    |    |    |    |    |    |    |    |    |    |    |    |    |    |    |    |    |    | •  | 1     |
| Abierto de Hungría             |    |    |    |    |    |    |    |    |    |    |    |    |    |    | •  |    | •  |    | •  | •  | •  | •  | •  | 7     |
| Abierto de India               |    |    |    |    |    |    |    |    |    |    |    | •  |    | •  | •  |    |    |    |    |    |    | •  |    | 4     |
| Abierto de Inglaterra          | •  | •  |    | •  |    | •  |    |    |    |    |    |    |    | •  |    | •  |    |    |    |    |    |    |    | 6     |
| Abierto de Italia              | •  |    | •  |    |    |    | •  |    |    |    |    |    |    |    |    |    |    |    |    |    |    |    |    | 3     |
| Abierto de Japón               | •  | •  | •  | •  | •  | •  | •  | •  | •  | •  | •  | •  | •  | •  | •  | •  | •  | •  | •  | •  | •  | •  | •  | 23    |
| Abierto de Kuwait              |    |    |    |    |    |    |    |    |    |    | •  | •  | •  | •  | •  |    | •  | •  | •  | •  | •  |    |    | 10    |
| Abierto de Líbano              |    | •  | •  |    |    |    |    |    |    |    |    |    |    |    |    |    |    |    |    |    |    |    |    | 2     |
| Abierto de Malasia             |    | •  | •  |    |    |    |    | •  |    |    |    |    |    |    |    |    |    |    |    |    |    |    |    | 3     |
| Abierto de Marruecos           |    |    |    |    |    |    |    |    |    |    |    |    |    | •  | •  | •  | •  | •  |    |    |    |    |    | 5     |
| Abierto de Nigeria             |    |    |    |    |    |    |    |    |    |    |    |    |    |    |    |    |    |    | •  | •  | •  | •  |    | 4     |
| Abierto de Polonia             |    | •  |    |    | •  |    | •  |    | •  |    | •  |    | •  | •  | •  | •  | •  | •  |    | •  | •  |    |    | 13    |
| Abierto de Catar               |    | •  | •  | •  |    | •  | •  | •  |    | •  | •  | •  | •  | •  | •  | •  | •  | •  | •  | •  | •  | •  | •  | 20    |
| Abierto de Rusia               |    |    |    |    |    |    |    |    | •  | •  | •  | •  |    |    |    |    | •  | •  | •  |    |    |    |    | 7     |
| Abierto de Serbia              |    |    |    |    |    |    |    |    |    |    | •  |    |    |    |    |    |    |    |    |    |    |    |    | 1     |
| Abierto de Singapur            |    |    |    |    |    |    |    |    | •  |    | •  |    | •  |    |    |    |    |    |    |    |    |    |    | 3     |
| Abierto de Suecia              | •  | •  | •  | •  | •  | •  |    | •  |    | •  |    | •  |    |    |    | •  | •  | •  | •  | •  | •  | •  | •  | 17    |
| Abierto de Tailandia           |    |    |    |    |    |    |    |    |    |    |    |    |    |    |    |    |    |    |    |    |    | •  |    | 1     |
| Abierto de Yugoslavia          | •  | •  | •  |    |    |    |    |    |    |    |    |    |    |    |    |    |    |    |    |    |    |    |    | 3     |
| Torneo                         | 96 | 97 | 98 | 99 | 00 | 01 | 02 | 03 | 04 | 05 | 06 | 07 | 08 | 09 | 10 | 11 | 12 | 13 | 14 | 15 | 16 | 17 | 18 | Total |